# Virginie Ledoyen

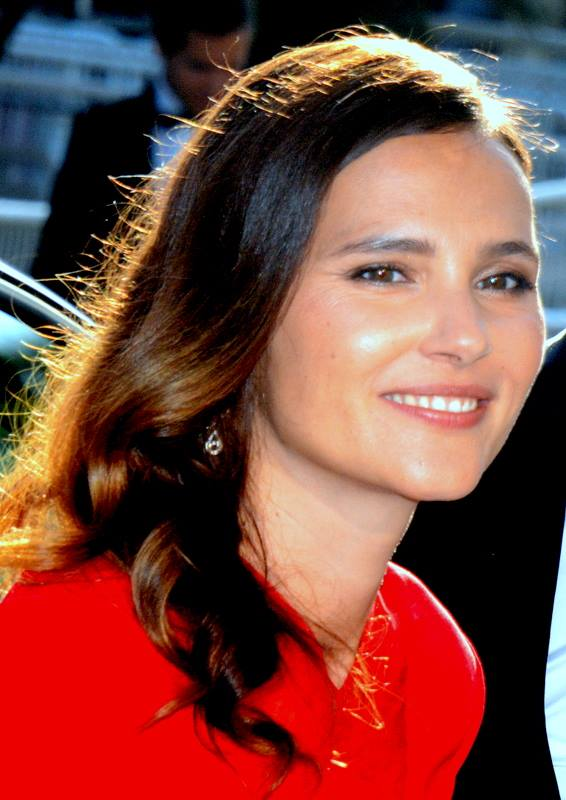
Virginie Ledoyen bei den Filmfestspielen von Cannes 2015

Virginie Ledoyen (* 15. November 1976 in Paris) ist ein Model bzw. eine Schauspielerin aus Frankreich. Ihr Geburtsname lautet Virginie Fernandez, als Künstlernamen wählte sie den Nachnamen ihrer Großmutter (mütterlicherseits).

## Leben
Bereits im Alter von zweieinhalb Jahren wurden von Virginie Ledoyen erste Werbeaufnahmen gemacht. Mit 15 Jahren entschied sie sich für eine Filmkarriere, ihr Durchbruch gelang ihr mit Nominierungen für den César in den Jahren 1993 bis 1995. In Deutschland wurde sie vornehmlich durch die folgenden Rollen bekannt: In Claude Chabrols Biester mit Sandrine Bonnaire und Isabelle Huppert stellt sie die verwöhnte Tochter von Jean-Pierre Cassel und Jacqueline Bisset dar. Neben Leonardo DiCaprio spielt sie die Urlauberin Françoise in The Beach und in François Ozons 8 Frauen übernahm sie die Rolle der Suzon (im Original Corinne Le Poulain). In der französischen Liebeskomödie Küss mich bitte! spielte sie an der Seite von Emmanuel Mouret die Judith.
Weitere Bekanntheit erlangte Virginie Ledoyen als eines der Gesichter der Kosmetikfirma L’Oréal in der Zeit von 2000 bis 2005.
Am 29. September 2001 kam ihre Tochter Lila zur Welt. Von 2006 bis September 2007 war sie mit dem Filmregisseur Iain Rogers verheiratet. Von 2007 bis 2015 lebte sie mit dem Schauspieler Arié Elmaleh zusammen. Aus dieser Beziehung stammen zwei Kinder.

## Filmografie (Auswahl)

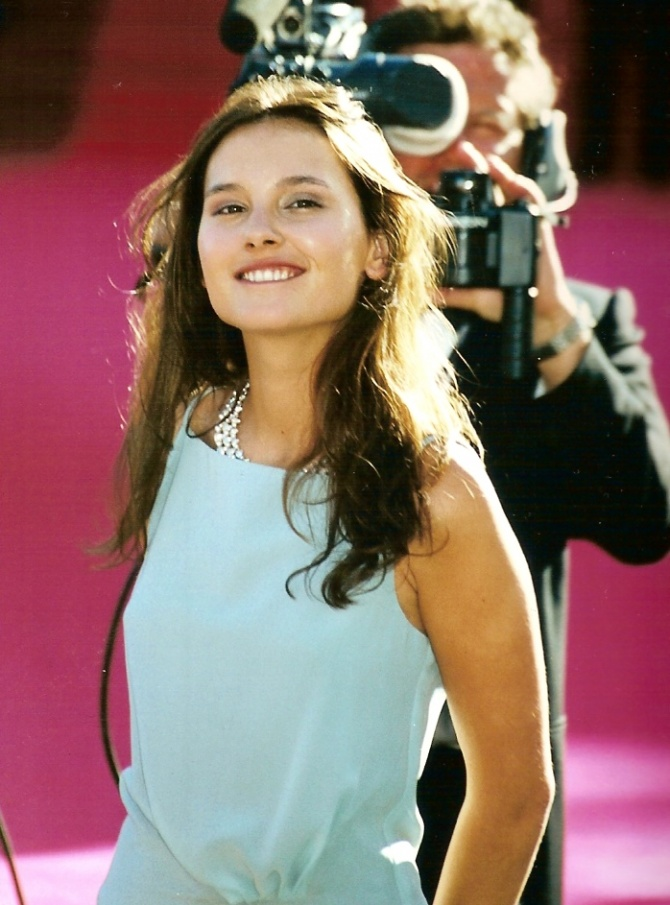
Ledoyen im Jahr 2000

- 1987: Zärtliche Versuchung (Les exploits d’un jeune Don Juan) – Regie: Gianfranco Mingozzi
- 1991: Mima – Regie: Philomène Esposito
- 1991: Le voleur d’enfants – Regie: Christian de Chalonge
- 1993: Das Gesetz der Wüste (La règle de l’homme) – Regie: Jean-Daniel Verhaeghe
- 1993: Les marmottes – Regie: Élie Chouraqui
- 1994: Das weiße Blatt (La page blanche) – Regie: Olivier Assayas
- 1995: Biester (La cérémonie) – Regie: Claude Chabrol
- 1995: Das einsame Mädchen (La fille seule) – Regie: Benoît Jacquot
- 1996: Mahjong (Ma jiang) – Regie: Edward Yang
- 1997: Das Leben der Marianne (La vie de Marianne) – Regie: Benoît Jacquot
- 1997: Brennender Asphalt (Ma 6-T va crack-er) – Regie: Jean-François Richet
- 1997: Héroïnes – Regie: Gérard Krawczyk
- 1998: Jeanne et le garçon formidable – Regie: Olivier Ducastel, Jacques Martineau
- 1998: Zeit der Jugend (A Soldier’s Daughter Never Cries) – Regie: James Ivory
- 1998: Ende August, Anfang September (Fin août, début septembre) – Regie: Olivier Assayas
- 1998: Verhängnisvolles Alibi (En plein cœur) – Regie: Pierre Jolivet
- 2000: Les Misérables – Gefangene des Schicksals (Les misérables) – Regie: Josée Dayan
- 2000: The Beach – Regie: Danny Boyle
- 2001: De l’amour – Regie: Jean-François Richet
- 2002: 8 Frauen (8 femmes) – Regie: François Ozon
- 2003: Bon Voyage – Regie: Jean-Paul Rappeneau
- 2003: Mais qui a tué Pamela Rose? – Regie: Éric Lartigau
- 2004: Saint Ange – Regie: Pascal Laugier
- 2006: Backwoods – Die Jagd beginnt (Bosque de sombras) – Regie: Koldo Serra
- 2006: Holly – Regie: Guy Moshe
- 2006: In flagranti – Wohin mit der Geliebten? (La doublure) – Regie: Francis Veber
- 2007: Küss mich bitte! (Un baiser s’il vous plaît) – Regie: Emmanuel Mouret
- 2008: Der Killer und die Nervensäge (L’emmerdeur) – Regie: Francis Veber
- 2008: Wenn wir zusammen sind (Mes amis, mes amours) – Regie: Lorraine Levy
- 2009: L’armée du crime – Regie: Robert Guédiguian
- 2010: Tout ce qui brille – Regie: Hervé Mimran, Géraldine Nakache
- 2011–2012: XIII – Die Verschwörung (XIII: The Series, Fernsehserie, 13 Episoden)
- 2012: Leb wohl, meine Königin! (Les adieux à la reine) – Regie: Benoît Jacquot
- 2013: Ein ganz anderes Leben (Une autre vie) – Regie: Emmanuel Mouret
- 2013: À votre bon cœur Mesdames – Regie: Jean-Pierre Mocky
- 2014: Le monde de Fred – Regie: Valérie Müller
- 2014: Ablations – Regie: Arnold de Parscau
- 2015: Wilde Hunde – Rabid Dogs (Enragés) – Regie: Éric Hannezo
- 2016: Zeugen (Témoins) – Regie: David Koch
- 2017: Strange Birds (Drôles d’oiseaux) – Regie: Élise Girard
- 2017: Steht auf, Genossinnen! (Mélancolie ouvrière) – Regie: Gérard Mordillat[2]
- 2017: Juste un regard (Fernsehserie, 6 Episoden) – Regie: Ludovic Colbeau-Justin
- 2018: MILF – Ferien mit Happy End (MILF) – Regie: Axelle Laffont
- 2018: Rémi – sein größtes Abenteuer (Rémi sans famille) – Regie: Antoine Blossier
- 2019: Notre Dame – Die Liebe ist eine Baustelle (Notre Dame) – Regie: Valérie Donzelli
- 2020: Capitaine Marleau (Fernsehserie, Episode 3x06) – Regie: Josée Dayan
- 2020: They Were Ten (Ils étaient dix, Miniserie, 2 Episoden) – Regie: Pascal Laugier
- 2021: Nona und ihre Töchter (Nona et ses filles, Fernsehserie, 9 Episoden) – Regie: Valérie Donzelli
- 2022: L’île aux 30 cercueils (Fernsehserie, 6 Episoden) – Regie: Frédéric Mermoud
- 2022: Diane de Poitiers (Fernsehfilm) – Regie: Josée Dayan
- 2023: Rückkehr nach Korsika (Le retour) – Regie: Catherine Corsini
- 2023: L’amour et les forêts – Regie: Valérie Donzelli
- 2024: Der Seelenfänger (Le mangeur d’âmes) – Regie: Alexandre Bustillo, Julien Maury
- 2024: Contre Toi (Miniserie, 4 Episoden) – Regie: Christophe Lamotte
- 2024: Sur la dalle (Fernsehserie, 2 Episoden) – Regie: Josée Dayan